# Burg Lichtenberg (Krain)

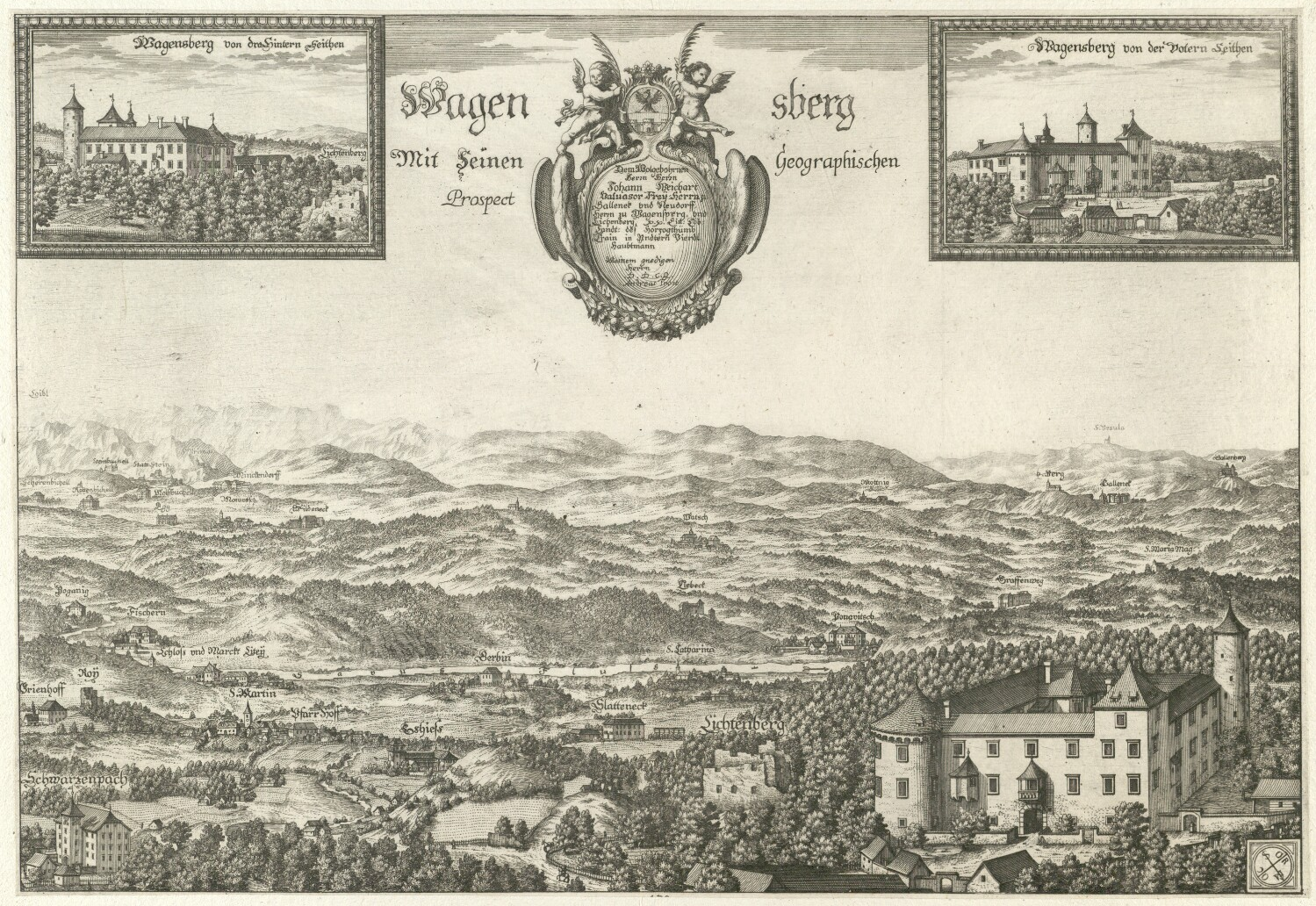
Zeichnung der Ruine unterhalb der Burg Wagensberg (Ansicht von Westen und Osten siehe Vignette oben links) Andreas Trost: Wagensberg. Mit Seinen Geographischen Prospect 1708

Die ehemalige Burg Lichtenberg (slowenisch Grad Lihtenberk) im Kronland Krain ist heute eine Burgruine in der Gemeinde Šmartno pri Litiji (deutsch St. Martin bei Littai) im Ortsteil Dvor (Johannisthal in der Unterkrain), auch als Dvor pri Bogenšperku (Hof bei [Burg] Wagensberg) bezeichnet. Die denkmalgeschützten Reste der Höhenburg sind unter Bäumen und Gestrüpp verborgen. Das Krainer Adelsgeschlecht Lichtenberg ist nach dieser Burg benannt.

## Lage
Die Ruine der Höhenburg liegt 200 Meter nördlich und unterhalb der Burg Wagensberg (früher Wagensperk, heute Grad Bogenšperk), die heute als „eine der schönsten Burgen“ und „zu den bedeutendsten Kulturdenkmälern“ Sloweniens zählt.

## Geschichte
Lichtenberg bezeichnet einen kahlen oder gelichteten (gerodeten) Berg. Die Burg wurde urkundlich im Jahre 1250 als castrum Liechtemberch, 1288 als castrum Leytemberch, 1338 als Pilgrimum de Liechtenberch und zwischen 1393 und 1396 als Lyechtenberg erwähnt. Mit dem Baubeginn der Burg Wagensberg im 15. Jahrhundert verfiel das Bauwerk. Schwere Zerstörungen verursachte das Idria-Erdbeben am 26. März 1511.
In den 1630er Jahren kaufte der Handelsherr Jurij Kheysell aus Laibach die beiden Burgen und nutzte Lichtenberg als Steinbruch für die größere Burg. Gleiches tat einer der nächsten Besitzer, der Universalgelehrte Johann Weichard von Valvasor (1641–1693).

## Abbildungen
- Johann Weichard von Valvasor: Blatt Lichtenberg. In: Die Ehre dess Hertzogthums Crain, das ist, Wahre, gründliche, und recht eigendliche Belegen- und Beschaffenheit dieses Römisch-Keyserlichen herrlichen Erblandes. Laibach (Ljubljana) 1689.
- Andreas Trost: Wagensberg. Mit Seinen Geographischen Prospect. 1689..1708.